# Trichomalus keralensis
Trichomalus keralensis är en stekelart som beskrevs av Sureshan 2002. Trichomalus keralensis ingår i släktet Trichomalus och familjen puppglanssteklar. Inga underarter finns listade i Catalogue of Life.